# Удільно-Дуваней
Уді́льно-Дуване́й (рос. Удельно-Дуваней, башк. Удельно-Дыуанай) — село у складі Благовіщенського району Башкортостану, Росія. Адміністративний центр Удільно-Дуванейської сільської ради.
Населення — 1079 осіб (2010; 1137 в 2002).
Національний склад:
- росіяни — 80 %